# Provinciale weg 467
De provinciale weg 467 (N467) is een provinciale weg in de provincie Zuid-Holland. De weg vormt een verbinding tussen de N220 ten zuiden van 's-Gravenzande en Naaldwijk.
De weg is uitgevoerd als tweestrooks-erftoegangsweg met een maximumsnelheid van 60 km/h. De weg draagt achtereenvolgens de straatnamen Woutersweg, Naaldwijkseweg en Galgeweg.

## Wegbeheer
De provincie Zuid-Holland is verantwoordelijk voor het beheer van de weggedeelten nabij de kruising met de N220 en het overgrote deel tussen 's-Gravenzande en Naaldwijk. Een klein gedeelte van de Woutersweg ten zuiden van 's-Gravenzande wordt beheerd door de gemeente Westland.

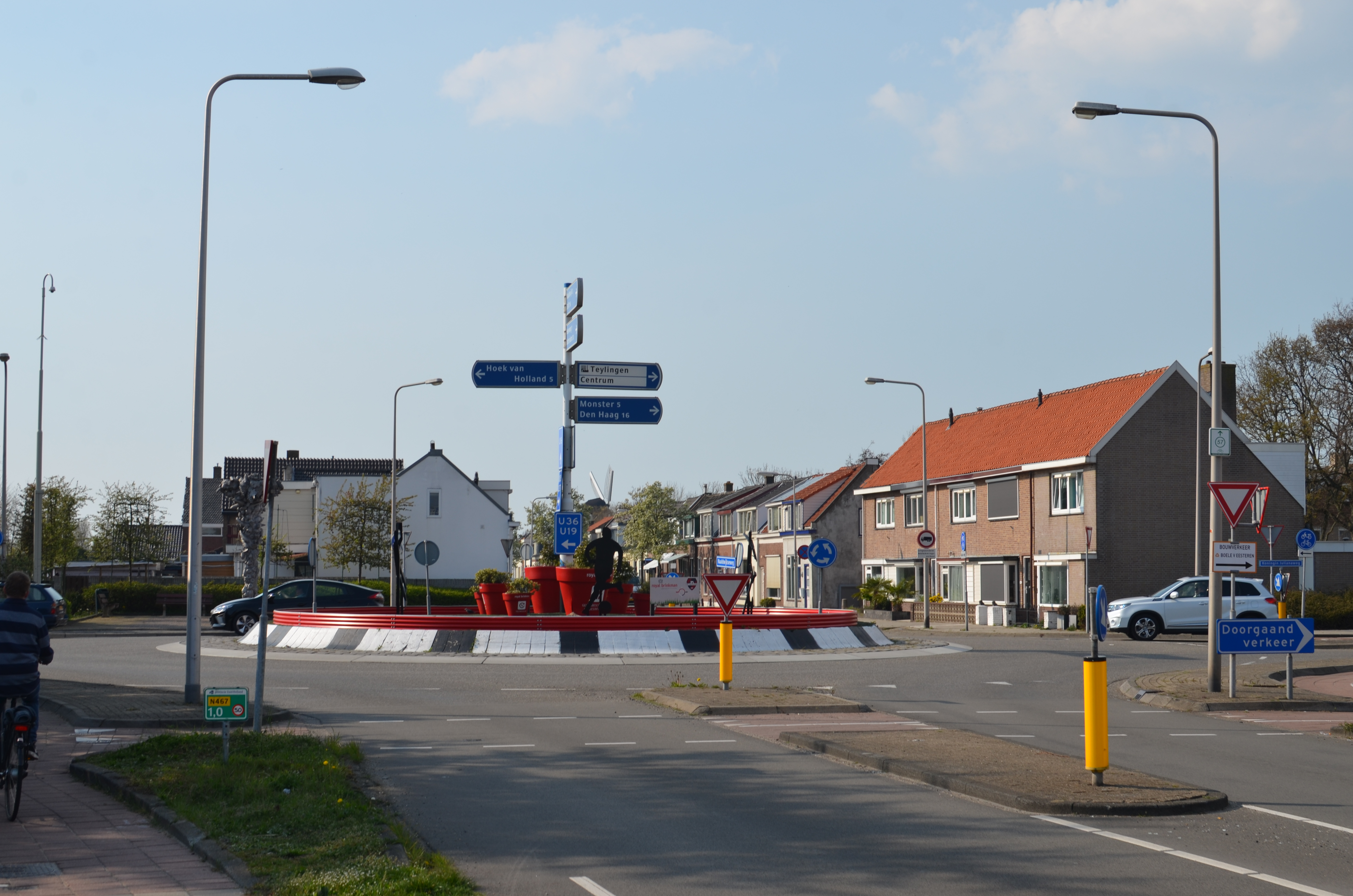
De N467 bij 's-Gravenzande.

N23 · N194 · N196 · N197 · N198 · N199 · N200 · N201 · N202 · N203 · N204 · N205 · N206 · N207 · N208 · N209 · N210 · N211 · N212 · N213 · N214 · N215 · N216 · N217 · N218 · N219 · N220 · N221 · N222 · N223 · N224 · N225 · N226 · N227 · N228 · N229 · N230 · N231 · N232 · N233 · N234 · N235 · N236 · N237 · N238 · N239 · N240 · N241 · N242 · N243 · N244 · N245 · N246 · N247 · N248 · N249 · N250 · N307

N401 · N402 · N403 · N404 · N405 · N406 · N407 · N408 · N409 · N410 · N411 · N412 · N413 · N414 · N415 · N416 · N417 · N418 · N419 · N420 · N421 · N439 · N440 · N441 · N442 · N443 · N444 · N445 · N446 · N447 · N448 · N449 · N450 · N451 · N452 · N453 · N454 · N455 · N456 · N457 · N458 · N459 · N460 · N461 · N462 · N463 · N464 · N465 · N466 · N467 · N468 · N469 · N470 · N471 · N472 · N473 · N474 · N475 · N476 · N477 · N478 · N479 · N480 · N481 · N482 · N483 · N484 · N487 · N488 · N489 · N490 · N491 · N492 · N493 · N494 · N495 · N496 · N497 · N498 · N501 · N502 · N503 · N504 · N505 · N505 (Andijk) · N506 · N507 · N508 · N509 · N510 · N511 · N512 · N513 · N514 · N515 · N516 · N517 · N518 · N519 · N520 · N521 · N522 · N523 · N524 · N525 · N526 · N527 · N806 · N830 · N848

Cursief vermelde wegen zijn voormalige Provinciale wegen